# Bowling ai XVI Giochi panamericani
Il bowling ai XVI Giochi panamericani si è svolto al Tapatío Bowling Alley di Guadalajara, in Messico, dal 24 al 27 ottobre 2011. In programma quattro competizioni per altrettanti podi, i tornei di singolare e quelli a coppie, maschili e femminili. Dominatrici dell'evento sono stati gli Stati Uniti con tre ori sui quattro disponibili.

## Calendario
Tutti gli orari secondo il Central Standard Time (UTC-6).
| Giorno    | Data           | Inizio | Fine  | Evento           | Fase                        |
| --------- | -------------- | ------ | ----- | ---------------- | --------------------------- |
| Giorno 11 | Lun 24 ottobre | 8:30   | 13:30 | Coppie donne     | Preliminari                 |
| Giorno 11 | Lun 24 ottobre | 8:30   | 13:30 | Coppie uomini    | Preliminari                 |
| Giorno 12 | Mar 25 ottobre | 8:30   | 13:30 | Coppie donne     | Preliminari/Match medaglie  |
| Giorno 12 | Mar 25 ottobre | 8:30   | 13:30 | Coppie uomini    | Preliminari/Match medaglie  |
| Giorno 13 | Mer 26 ottobre | 8:30   | 18:00 | Singolare donne  | Preliminari                 |
| Giorno 13 | Mer 26 ottobre | 8:30   | 18:00 | Singolare uomini | Preliminari                 |
| Giorno 14 | Gio 27 ottobre | 7:00   | 17:00 | Singolare donne  | Eliminatorie/Match medaglie |
| Giorno 14 | Gio 27 ottobre | 7:00   | 17:00 | Singolare uomini | Eliminatorie/Match medaglie |

## Risultati
| Evento                         | Oro                                        | Argento                                | Bronzo                                  |
| Singolare maschile (dettagli)  | Santiago Mejía                             | Chris Barnes                           | Marcelo Suartz Manuel Fernández         |
| Singolare femminile (dettagli) | Elizabeth Johnson                          | Jennifer Park                          | Caroline Lagrange Karen Marcano         |
| Coppie maschile (dettagli)     | Stati Uniti William O'Neil Chris Barnes    | Venezuela José Lander Amleto Monacelli | Colombia Santiago Mejía Jaime Gómez     |
| Coppie femminile (dettagli)    | Stati Uniti Elizabeth Johnson Kelly Kulick | Messico Sandra Góngora Miriam Zetter   | Colombia Anggie Ramírez María Rodríguez |

## Medagliere
| Posizione | Nazione         | Oro | Argento | Bronzo | Totale |
| --------- | --------------- | --- | ------- | ------ | ------ |
| 1         | Stati Uniti     | 3   | 1       | 0      | 4      |
| 2         | Colombia        | 1   | 0       | 2      | 3      |
| 3         | Canada          | 0   | 1       | 1      | 2      |
| 3         | Venezuela       | 0   | 1       | 1      | 2      |
| 5         | Messico         | 0   | 1       | 0      | 1      |
| 6         | Brasile         | 0   | 0       | 1      | 1      |
| 6         | Rep. Dominicana | 0   | 0       | 1      | 1      |
| Totale    | Totale          | 4   | 4       | 6      | 14     |